# Franklin MacDonald
Franklin MacDonald (* 8. April 1985 in Sydney, Nova Scotia) ist ein ehemaliger kanadischer Eishockeyspieler, der zwischen 2009 und 2016 beim EHC Liwest Black Wings Linz in der Erste Bank Eishockey Liga (EBEL) spielte. Zuletzt stand er bei den Nottingham Panthers unter Vertrag.

## Karriere
Franklin MacDonald begann seine Karriere als Eishockeyspieler bei den Truro Bearcats (MJAHL) für die er in der Saison 2002/03 spielte.
Danach spielte er für die Halifax Mooseheads (LHJMQ) drei Saisonen lang (2003–2006) in der kanadischen Juniorenliga Ligue de hockey junior majeur du Québec.
Anschließend erhielt der Verteidiger einen Vertrag bei den Rochester Americans (AHL) aus der American Hockey League, für die er insgesamt drei Jahre lang auf dem Eis stand. In seiner ersten Spielzeit im Franchise Rochesters kam er allerdings überwiegend für deren Kooperationspartner, die Florida Everblades aus der ECHL, zum Einsatz.
Ab der Saison 2009/10 spielte er beim EHC Liwest Black Wings Linz in der Erste Bank Eishockey Liga (EBEL). In der Saison 2011/12 wurde er mit dem EHC Linz Österreichischer Meister.
Da sein Vertrag beim EHC Liwest Black Wings Linz nicht verlängert wurde, wechselte er in der Saison 2015/16 nach Kanada zu den Clarenville Ford Caribous in die CWSHL. In derselben Saison wechselte er zurück in den Profibereich zu den Nottingham Panthers in die britische EIHL. Mit den Panthers wurde er EIHL Challenge Cup Champion und EIHL Playoff-Champion.

## Erfolge und Auszeichnungen
- 2012 Österreichischer Meister mit den EHC Liwest Black Wings Linz
- 2016 Gewinn des EIHL Challenge Cup mit den Nottingham Panthers
- 2016 EIHL Playoff Champion mit den Nottingham Panthers

## Wissenswertes
Franklin MacDonald ist der Gewinner der kanadischen TV Reality Show "Making the Cut: Last Man Standing" im Jahr 2006. Neben einem Gewinn von 250.000 $ gewann er auch einen Vertrag bei den Florida Panthers (NHL). Er spielte dann allerdings nie in der NHL.

## Karrierestatistik
(Legende zur Spielerstatistik: Sp oder GP = absolvierte Spiele; T oder G = erzielte Tore; V oder A = erzielte Assists; Pkt oder Pts = erzielte Scorerpunkte; SM oder PIM = erhaltene Strafminuten; +/− = Plus/Minus-Bilanz; PP = erzielte Überzahltore; SH = erzielte Unterzahltore; GW = erzielte Siegtore; 1 Play-downs/Relegation; Kursiv: Statistik nicht vollständig)